# Яшвіль Наталія Григорівна
Наталія Григорівна Яшвіль, до шлюбу Філіпсон (28 грудня 1861 — 12 червня 1939) — російська княгиня, іконописиця, художниця, церковна, наукова і культурна діячка, меценатка.

## Біографічні дані
Наталія Філіпсон належала по батькові лінії до старовинного дворянського роду, який брав свій початок з Англії. Батько — генерал, був колись попечителем Петербурзького навчального округу. Князівський рід чоловіка Наталії Григорівни мав не менш знатне коріння, але скандальну славу, тому що один з князів Яшвіль брав участь у вбивстві імператора Павла.
Чоловік Наталії Філіпсон — полковник лейбгвардії Царськосільського гусарського полку Микола Володимирович Яшвіль, робив швидку кар'єру. У шлюбі народила двох дітей: Тетяна і Володимир. До шлюбу Наталія Яшвіль навчалася живопису у відомого художника Чистякова. У 1893 році, у 36-річному віці, чоловік помер. Молода вдова залишилась у тяжких умовах. Чоловік у спадок залишив їй запущений маєток Сунки поблизу Сміли (Черкащина), який колись належав Раєвським. З цього часу Наталія Яшвіль приймає самостійні рішення, віддаючи свій час вихованню дітей та приведення до ладу спадщини.

## Меценатство княгині

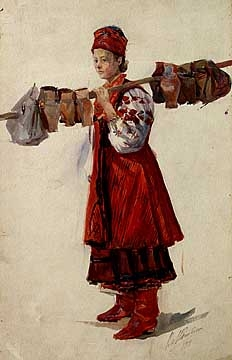
Акварель Н. Г. Яшвіль (Луганський обласний художній музей)

Завдяки турботам княгині Сунки перетворюються в облаштоване місце. У порядок були приведені виноградники, фруктові сади. Тут же, в маєтку, була організована переробка плодів на гуральні. Якісні місцеві глини використовувалися для виробництва цегли на цегельному заводі, заснованому княгинею. Маєток був багатий лісами і Наталія Яшвіль цим скористалась, здаючи в оренду лісові масиви, коли було необхідно, продавала ділянки лісу. Так одним з її покупців став сусід — граф Бобринський. У Козеревському лісі княгиня влаштувала свій заповідник. Там водилися лосі і олені, кабани та козулі, фазани і куріпки. Не обійшла увагою княгиня і своїх селян. Для ремонту їх подвір'їв виписувала матеріали, в Сунках побудувала баню, школу, де селянські діти навчалися різним ремеслам. У свята княгиня щедро пригощала дітей селян. Вона часто обходила сілянські двори, там отримувала інформацію про проблеми селян, по мірі можливостей вирішувала їх. Наталія Григорівна брала на утримання дітей-сиріт, лікувала за свій рахунок. В Сунках було відроджено старовинні кустарні промисли — сунковської розписної кераміки та сунковської вишивки. Зі спогадів М. Нестерова дізнаємося, що Наталія Григорівна влаштувала в маєтку майстерню вишивок, зразками яких служили музейні речі XVII—XVIII століть. Вишивки здобули популярність в Росії та продавались і за кордоном, зокрема в Парижі була влаштована виставка вишивок. Сунковські майстрині виконували також замовлення імператриці Олександри Федорівни. У майстерні працювали молоді жінки і дівчата-селянки, що приносило їм гарний прибуток.

## Знайомство із М.В.Несторовим
Російський живописець Михайло Нестеров із дружиною прожив 9 років у Сунках. Познайомився М. Нестеров із княгинею у Києві, коли розписував там Володимирський собор. У своїх мемуарах М. Нестеров розповідає про Наталію Яшвіль як про близьку подругу і покровительку:
|  | «Наталя Григорівна в моєму житті зайняла велике місце, вона сердечно, з розумом підтримувала все те, що могло мене зацікавити , духовно підживити. Часто у неї я знаходив душевний відпочинок, як людина і як художник». |

Нестеров згадує, що княгиня, попри свою зайнятість, малювала аквареллю портрети, квіти. Віддаючи данину їх дружбі, Наталя Григорівна, коли Нестеров вже був вдруге одружений, запропонувала оселитися влітку у неї на хуторі, що в чотирьох верстах від маєтку. За словами М. В. Нестерова:
|  | «Хутір Княгинине був куточком раю. Це був суцільний фруктовий сад з двома ставками: в одному водилися карасі і коропи, в іншому було зручно купатися. (Дно його було встелене дубом, який зберігся й донині). |

Тут у Княгининеному відкрилась нова грань творчості Михайла Нестерова: він написав свій перший портрет з довгої низки портретів, на яких він зображував людини на тлі природи. І це був портрет Наталії Яшвіль, всім складом особистості якої він захоплювався. Портрет був написаний М. Нестеровим пізнім літом 1905 року, за короткі строки без ескізів та начерків. На портреті княгиня позбавлена сентиментальності, чіткий профіль, міцно зімкнуті вузькі губи, в очах тінь втрат і самотність — наслідки життєвих негараздів. Портрет княгині Н. Г. Яшвіль із 1917 р. знаходиться в Київському історичному музеї.

## Діяльність під час Першої світової війни
Під час Першої світової війни Наталія Яшвіль проявила себе, очоливши великий госпіталь. З волі імператриці їздила в Австрію для огляду таборів з російськими полоненими. Син Володимир під час війни потрапив в полон, загинув у 1917 році від рук більшовиків. Дочка Тетяна вела діяльність в госпіталях. Про цей період із життя княгині дізнаємось із спогадів Олександра Леопольдовича Яворського (в майбутньому першого директора Красноярського заповідника «Стовпи»).

## В еміграції

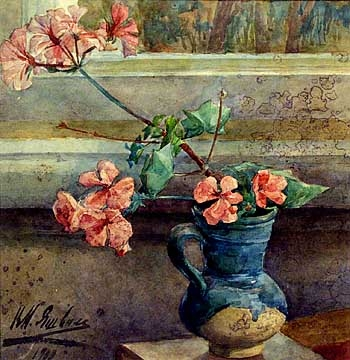
Акварель Н. Г. Яшвіль (Луганський обласний художній музей)

Після більшовицького перевороту у 1919 р. було звинувачено в білогвардійській змові і вбито зятя. З того часу княгиня ходила в чорному. У 1929 р. Наталія Яшвіль із дочкою змушені були емігрувати. Зупинились вони у Празі. Тут княгиня познайомилась із Никодимом Павловичем Кондаковим, який був одним з організаторів Російського Археологічного інституту в Константинополі. Після смерті Кондакова княгиня доклала багато зусиль для створення наукового центру лат. Seminarium Kondakovianum (Семінаріум Кондаковіанум), який пізніше виріс в Інститут ім. Н. П. Кондакова. Княгиня Н. Г. Яшвіль та її дочка Т. М. Родзянко були гарними іконописицями, художницями. Семінарія багато в чому існувала завдяки їх діяльності. Значною статтею прибутку часто була виручка від продажі створених ними репродукцій ікон, вітальних листівок. Тетяна Миколаївна займалася шиттям для церкви, виготовила емалевий хрест. В еміграції Н. Г. Яшвіль листувалась із сестрами Варварою Петрівною та Наталією Петрівною Шабельськими, які жили в Парижі. На батьківщині у Шабельських були майстерні подібні до тих, які завела колись княгиня в селі Сунки. У них був спільний інтерес до старовини — вишивок, рукоділля. Із переписки стало відомо, що княгиня Яшвіль постійно займалася пошуками спонсорів для празького інституту. У 1920-і роки в Празі було створено Успенське братство, яке очолила Надія Миколаївна Крамарж. Активною членкинею братства стала і княгиня Н. Г. Яшвіль. У 1924 році братство розпочало будівництво Празького Успенського храму на Вільшанах. Карел Крамарж, який прийняв православ'я вніс на будівництво особисті кошти і посприяв збору необхідної суми. Так у Празі зріс православний храм. Під покровом його хрестів — в нижньому боковому вівтарі і на прилеглих цвинтарних ділянках — поховані академік Н. П. Кондаков, подружжя Крамарж, черниця Вероніка (сестра Н. Г. Яшвіної), Т. М. Родзянко, княгиня Н. Г. Яшвіль.